# Список телеканалів України
Перелік українських телеканалів — перелік телеканалів, що базуються та мовлять в Україні. Мовлення загальнонаціональних українських телеканалів складається щонайменше на 90 % з україномовного контенту у відповідності до Закону України «Про забезпечення функціонування української мови як державної». До переліку також включені телеканали, зареєстровані поза межами України, зміст мовлення яких визнаний відповідним вимогам законодавства України та які здійснюють мовлення українською мовою.
До переліку входять і телеканали іномовлення, мовлення яких ведеться не українською мовою, але які функціонують за рахунок українських приватних чи державних підприємств. До таких телеканалів належать державний телеканал «Дім» і російськомовний державний телеканал «FREEДОМ». Згідно з Законом України «Про систему іномовлення України» телеканали іномовлення можуть здійснювати мовлення виключно за межами України (єдиний виняток — тимчасово окуповані Росією території).
До переліку не входять іноземні телеканали, які ретранслюються в Україні без адаптації.

## Цифрові DVB-T2 канали (загальнонаціональнімультиплекси, вся Україна)

### MX-1 (DVB-T2)[4]
| Назва              | Холдинг / Власник | Логотип | Запуск     | Тематика каналу         | Формат мовлення | Телегід | Юридична особа                                       | Офіційний вебсайт       |
| ------------------ | ----------------- | ------- | ---------- | ----------------------- | --------------- | ------- | ---------------------------------------------------- | ----------------------- |
| Перший             | Суспільне         |         | 01.02.1939 | Суспільно-політична     | SD 576i 16:9    | так     | АТ «НСТУ»                                            | tv.suspilne.media       |
| 1+1 Україна        | 1+1 Media         |         | 24.12.2022 | Загальна                | SD 576i 16:9    | так     | ТОВ «Віжн 1+1»                                       | 1plus1.ua               |
| 1+1                | 1+1 Media         |         | 03.09.1995 | Загальна                | SD 576i 16:9    | ні      | ТОВ «ТРК „Студія 1+1“»                               | 1plus1.ua               |
| Суспільне Культура | Суспільне         |         | 01.01.2002 | Культурно-просвітницька | SD 576i 16:9    | так     | АТ «НСТУ»                                            | suspilne.media/culture/ |
| ICTV               | Starlight Media   |         | 15.06.1992 | Загальна                | SD 576i 16:9    | ні      | ТОВ «Міжнародна комерційна телерадіокомпанія» (ICTV) | ictv.ua                 |
| СТБ                | Starlight Media   |         | 02.06.1997 | Загальна                | SD 576i 16:9    | так     | ТОВ «Телеканал СТБ»                                  | stb.ua                  |
| Інтер              | Inter Media Group |         | 20.10.1996 | Загальна                | SD 576i 16:9    | ні      | ПрАТ «Телеканал „Інтер“»                             | inter.ua                |
| УНІАН. Серіал      | 1+1 Media         |         | 28.07.2010 | Фільмова                | SD 576i 16:9    | так     | ТОВ «Дідживан»                                       | unian.tv                |
| Бігуді             | 1+1 Media         |         | 13.01.2014 | Розважальна             | SD 576i 16:9    | так     | ТОВ «Віжн 4»                                         | bigudi.tv               |
| Super+             | Starlight Media   |         | 02.12.2024 | Розважальна             | SD 576i 16:9    | так     | ТОВ «Хмарочос медіа»                                 |                         |

### MX-2 (DVB-T2)[5]
| Назва         | Холдинг / Власник                        | Логотип | Запуск     | Тематика каналу | Формат мовлення | Телегід | Юридична особа                                       | Офіційний вебсайт |
| ------------- | ---------------------------------------- | ------- | ---------- | --------------- | --------------- | ------- | ---------------------------------------------------- | ----------------- |
| Новий канал   | Starlight Media                          |         | 15.07.1998 | Розважальна     | SD 576i 16:9    | так     | ТОВ «Новий канал»                                    | novy.tv           |
| ТЕТ           | 1+1 Media                                |         | 24.01.1992 | Розважальна     | SD 576i 16:9    | так     | ПрАТ «Телекомпанія „ТЕТ“»                            | tet.tv            |
| 2+2           | 1+1 Media                                |         | 30.08.2010 | Загальна        | SD 576i 16:9    | так     | ТОВ «Рєал Істейт-ТВ»                                 | 2plus2.ua         |
| M1            | Starlight Media (50 %) ТАВР Медіа (50 %) |         | 27.12.2001 | Музична         | SD 576i 16:9    | ні      | ТОВ «Телеодин»                                       | m1.tv             |
| НТН           | Inter Media Group                        |         | 01.11.2004 | Загальна        | SD 576i 16:9    | так     | ТОВ «Телестудія „Служба інформації“»                 | ntn.ua            |
| Мега          | Inter Media Group                        |         | 29.03.2010 | Пізнавальна     | SD 576i 16:9    | так     | ТОВ «Телеканал „Мега“»                               | megatv.ua         |
| ПлюсПлюс      | 1+1 Media                                |         | 04.08.2012 | Дитяча          | SD 576i 16:9    | так     | ТОВ «УНІАН ТБ»                                       | plus-plus.tv      |
| Ми — Україна+ | Ігор Петренко                            |         | 10.02.2024 | Загальна        | SD 576i 16:9    | так     | ТОВ «Стрімлайн медіа»                                | weuaplus.tv       |
| Розпакуй TV   | Володимир Брославець                     |         | 24.11.2020 | Телеторгівля    | SD 576i 16:9    | ні      | ТОВ «Тайм медіа солюшн»                              | rozpakuy.com      |
| ICTV2         | Starlight Media                          |         | 17.12.2022 | Загальна        | SD 576i 16:9    | так     | ТОВ «Міжнародна комерційна телерадіокомпанія» (ICTV) | ictv.ua/ictv2/    |
| ОЦЕ ТБ        | Starlight Media                          |         | 01.09.2017 | Розважальна     | SD 576i 16:9    | ні      | ТОВ «Хмарочос медіа»                                 | oce-tv.tv         |

### MX-3 (DVB-T2)[6]
| Назва                | Холдинг / Власник | Логотип | Запуск     | Тематика каналу            | Формат мовлення | Телегід | Юридична особа                                   | Офіційний вебсайт |
| -------------------- | ----------------- | ------- | ---------- | -------------------------- | --------------- | ------- | ------------------------------------------------ | ----------------- |
| К1                   | Inter Media Group |         | 20.06.2005 | Розважальна                | SD 576i 16:9    | так     | ТОВ «Телерадіоорганізація „Мульті Медіа Сервіс“» | k1.ua             |
| К2                   | Inter Media Group |         | 01.08.2005 | Розважальна                | SD 576i 16:9    | так     | ТОВ «Телеканал „К2“»                             | k2.ua             |
| Zoom                 | Inter Media Group |         | 01.06.2013 | Просвітницько-інформаційна | SD 576i 16:9    | ні      | ТОВ «Музичне телебачення»                        | zoomua.tv         |
| Прямий               | Вільні медіа      |         | 24.08.2017 | Інформаційна               | SD 576i 16:9    | ні      | ТОВ «Телеканал „Прямий“»                         | prm.ua            |
| Еспресо TV           | Іван Жеваго       |         | 24.11.2013 | Інформаційна               | SD 576i 16:9    | ні      | ТОВ «Голдберрі»                                  | espreso.tv        |
| XSPORT               | ХК «Донбас»       |         | 13.04.2016 | Спортивна                  | SD 576i 16:9    | так     | ТОВ «Тотвельд»                                   | xsport.ua         |
| Enter-фільм          | Inter Media Group |         | 25.02.2002 | Фільмова                   | SD 576i 16:9    | так     | ТОВ «ТРК „Кіно ТБ“»                              | enterfilm.com.ua  |
| Піксель TV           | Inter Media Group |         | 15.04.2012 | Дитяча                     | SD 576i 16:9    | так     | ТОВ «ТРК „Музика ТБ“»                            | pixelua.tv        |
| Сонце                | ПП «Студія Пілот» |         | 04.02.2013 | Розважальна                | SD 576i 16:9    | ні      | ТОВ «Солар медіа»                                | sonce.tv          |
| Тюсо                 | Віра Симонова     |         | 25.08.2021 | Телеторгівля               | SD 576i 16:9    | ні      | ПП «Тюсо»                                        | tuso.ua           |
| Beauty Trust Quality | Ірина Катющенко   |         | 01.08.2023 | Телеторгівля               | SD 576i 16:9    | ні      | ТОВ «Телекомпанія „Фенікс ТВ“»                   | btq.in.ua         |

### MX-5 (DVB-T2) (загальнонаціональні, мовлення по всій Україні)[7]
| Назва             | Холдинг / Власник               | Логотип | Запуск     | Тематика каналу            | Формат мовлення | Телегід | Юридична особа         | Офіційний вебсайт |
| ----------------- | ------------------------------- | ------- | ---------- | -------------------------- | --------------- | ------- | ---------------------- | ----------------- |
| 5 канал           | Вільні медіа                    |         | 01.09.2003 | Просвітницько-інформаційна | SD 576i 16:9    | ні      | ТОВ «ТРК „НБМ“»        | 5.ua              |
| Конкурент Україна | ТОВ «Контент менемджемент груп» |         | 05.05.2025 | Загальна                   | SD 576i 16:9    | ні      | ТОВ «Телерадіоконтент» | konkurent.tv      |
| Твій серіал       | Starlight Media                 |         | 16.10.2023 | Фільмова                   | SD 576i 16:9    | так     | ТОВ «Телеканал СТБ»    |                   |

### MX-5 (DVB-T2) (регіональні, канали мовлення залежать від регіону)[8]
- 1 регіональний телеканал суспільного мовлення[9]

| Регіон мовлення                          | Назва каналу               | Логотип | Формат мовлення | Юридична особа | Офіційний вебсайт               |
| ---------------------------------------- | -------------------------- | ------- | --------------- | -------------- | ------------------------------- |
| Автономна Республіка Крим м. Севастополь | Суспільне Крим             |         | HD 1080i 16:9   | АТ «НСТУ»      | suspilne.media/crimea/          |
| Вінницька область                        | Суспільне Вінниця          |         | HD 1080i 16:9   | АТ «НСТУ»      | suspilne.media/vinnytsia/       |
| Волинська область                        | Суспільне Луцьк            |         | HD 1080i 16:9   | АТ «НСТУ»      | suspilne.media/lutsk/           |
| Донецька область Луганська область       | Суспільне Донбас           |         | HD 1080i 16:9   | АТ «НСТУ»      | suspilne.media/donbas/          |
| Дніпропетровська область                 | Суспільне Дніпро           |         | HD 1080i 16:9   | АТ «НСТУ»      | suspilne.media/dnipro/          |
| Житомирська область                      | Суспільне Житомир          |         | HD 1080i 16:9   | АТ «НСТУ»      | suspilne.media/zhytomyr/        |
| Закарпатська область                     | Суспільне Ужгород          |         | HD 1080i 16:9   | АТ «НСТУ»      | suspilne.media/uzhhorod/        |
| Запорізька область                       | Суспільне Запоріжжя        |         | HD 1080i 16:9   | АТ «НСТУ»      | suspilne.media/zaporizhzhia/    |
| Івано-Франківська область                | Суспільне Івано-Франківськ |         | HD 1080i 16:9   | АТ «НСТУ»      | suspilne.media/ivano-frankivsk/ |
| м. Київ Київська область                 | Суспільне Київ             |         | HD 1080i 16:9   | АТ «НСТУ»      | suspilne.media/kyiv/            |
| Кіровоградська область                   | Суспільне Кропивницький    |         | HD 1080i 16:9   | АТ «НСТУ»      | suspilne.media/kropyvnytskiy/   |
| Львівська область                        | Суспільне Львів            |         | HD 1080i 16:9   | АТ «НСТУ»      | suspilne.media/lviv/            |
| Миколаївська область                     | Суспільне Миколаїв         |         | HD 1080i 16:9   | АТ «НСТУ»      | suspilne.media/mykolaiv/        |
| Одеська область                          | Суспільне Одеса            |         | HD 1080i 16:9   | АТ «НСТУ»      | suspilne.media/odesa/           |
| Полтавська область                       | Суспільне Полтава          |         | HD 1080i 16:9   | АТ «НСТУ»      | suspilne.media/poltava/         |
| Рівненська область                       | Суспільне Рівне            |         | HD 1080i 16:9   | АТ «НСТУ»      | rv.suspilne.media               |
| Сумська область                          | Суспільне Суми             |         | HD 1080i 16:9   | АТ «НСТУ»      | sm.suspilne.media               |
| Тернопільська область                    | Суспільне Тернопіль        |         | HD 1080i 16:9   | АТ «НСТУ»      | te.suspilne.media               |
| Харківська область                       | Суспільне Харків           |         | HD 1080i 16:9   | АТ «НСТУ»      | kh.suspilne.media               |
| Херсонська область                       | Суспільне Херсон           |         | HD 1080i 16:9   | АТ «НСТУ»      | ks.suspilne.media               |
| Хмельницька область                      | Суспільне Хмельницький     |         | HD 1080i 16:9   | АТ «НСТУ»      | km.suspilne.media               |
| Черкаська область                        | Суспільне Черкаси          |         | HD 1080i 16:9   | АТ «НСТУ»      | ck.suspilne.media               |
| Чернівецька область                      | Суспільне Чернівці         |         | HD 1080i 16:9   | АТ «НСТУ»      | cv.suspilne.media               |
| Чернігівська область                     | Суспільне Чернігів         |         | HD 1080i 16:9   | АТ «НСТУ»      | cn.suspilne.media               |

- 3 регіональні або місцеві телеканали (якщо в одній області курсивом виділено декілька каналів, то з однієї вежі транслюється лише один з цих каналів)[11][12]

| Регіон мовлення                          | Назва каналу          | Логотип      | Формат мовлення | Офіційний вебсайт      |
| ---------------------------------------- | --------------------- | ------------ | --------------- | ---------------------- |
| Автономна Республіка Крим м. Севастополь | мовлення відсутнє     |              |                 |                        |
| Вінницька область                        | Вінниччина            |              | SD 576i 16:9    | tvvin.net              |
| Волинська область                        | Аверс                 |              | HD              | mediaavers.com         |
| Волинська область                        | Конкурент TV          |              | HD 1080i 16:9   | konkurent.ua           |
| Дніпропетровська область                 | Рудана                |              | SD 576i 16:9    | rudana.com.ua          |
| Дніпропетровська область                 | 11 канал              |              | SD 576i 16:9    | 11tv.dp.ua             |
| Дніпропетровська область                 | ПТРК                  |              | HD              | ptrk.tv                |
| Дніпропетровська область                 | Жовта Річка           |              | SD 576i 4:3     | fb.com/zhovtarichka    |
| Дніпропетровська область                 | УНІАН. Дніпро         |              | SD 576i 16:9    | unian.tv               |
| Дніпропетровська область                 | МедіаInform           |              | SD 576i 16:9    |                        |
| Донецька область                         | С-Плюс                |              | SD 576i 4:3     | s-plus.tv              |
| Донецька область                         | Орбіта                |              | SD 576i 4:3     | orbita.dn.ua           |
| Житомирська область                      | СК1                   |              | SD 576i 16:9    | sk1.tv                 |
| Житомирська область                      | CTV (Союз ТВ)         |              | SD 576i 16:9    | ctv.ua                 |
| Житомирська область                      | Коростень ТБ          |              | SD 576i 16:9    |                        |
| Житомирська область                      | ВІК                   |              | SD 576i 16:9    |                        |
| Житомирська область                      | Н1                    |              | SD 576i 16:9    |                        |
| Закарпатська область                     | М-Студіо              |              | SD 576i 16:9    | m-studio.net.ua        |
| Закарпатська область                     | 21 Ужгород            |              | SD 576i 16:9    | 21tv.info              |
| Закарпатська область                     | Info+                 |              | SD 576i 16:9    |                        |
| Запорізька область                       |                       |              |                 |                        |
| МТМ                                      |                       | SD 576i 16:9 | tvmtm.online    |                        |
| Івано-Франківська область                | РАІ                   |              | HD 1080i 16:9   | rai.ua                 |
| Івано-Франківська область                | Галичина TV           |              | HD 720p 16:9    | galtv.if.ua            |
| Івано-Франківська область                | НТА                   |              | SD 576i 16:9    | nta.ua                 |
| Київ                                     | Київ TV               |              | SD 576i 16:9    | tv.kyiv.media          |
| Київська область                         | Крокус TV             |              | HD              | bc.krokus.tv           |
| Київська область                         | ПравдаТУТ Біла Церква |              | SD 576i 16:9    | tut.media pravdatut.ua |
| Київська область                         | Еспресо Біла Церква   |              | SD 576i 16:9    | espreso.tv             |
| Кіровоградська область                   | TTV                   |              | SD 576i 4:3     |                        |
| Кіровоградська область                   | КТМ                   |              | SD 576i 16:9    | ktm.net.ua             |
| Луганська область                        | ІРТА                  |              | SD 576i 16:9    |                        |
| Львівська область                        | 24 канал              |              | SD 576i 16:9    | 24tv.ua                |
| Львівська область                        | ПравдаТУТ Львів       |              |                 | pravdatutlviv.com      |
| Львівська область                        | Перший Західний       |              | HD 1080i 16:9   | 1zahid.com             |
| Львівська область                        | НТА                   |              | SD 576i 16:9    | nta.ua                 |
| Львівська область                        | Броди online          |              | SD 576i 16:9    |                        |
| Львівська область                        | Броди                 |              | SD 576i 16:9    |                        |
| Миколаївська область                     | ТАК-TV Центр+         |              | SD 576i 16:9    |                        |
| Миколаївська область                     | МАРТ                  |              | HD 720p 16:9    | trkmart.tv             |
| Миколаївська область                     | Всесвіт               |              | SD 576i 4:3     | visp.com.ua            |
| Миколаївська область                     | 35-й канал            |              | SD 576i 16:9    | nis-tv.com             |
| Одеська область                          | Репортер              |              | SD 576i 16:9    | reporter.od.ua         |
| Одеська область                          | Академія              |              | SD 576i 16:9    | ak.od.ua               |
| Одеська область                          | 3-й цифровий          |              | SD 576i 4:3     | tretiy.tv              |
| Одеська область                          | ТБ-Ізмаїл             |              | SD 576i 4:3     | izmailtv.com           |
| Полтавська область                       | Місто+                |              | SD 576i 16:9    | irt.pl.ua              |
| Полтавська область                       | Пирятин               |              | SD 576i 16:9    | pyriatyn.ua            |
| Полтавська область                       | Візит                 |              | HD 1080i 16:9   |                        |
| Полтавська область                       | PTV                   |              | SD 576i 16:9    | ptv.ua                 |
| Полтавська область                       | Кременчук             |              | HD 1080i 16:9   |                        |
| Рівненська область                       | Рівне 1               |              | HD              | rivne1.tv              |
| Рівненська область                       | ITV                   |              | HD              | itvmg.com              |
| Рівненська область                       | Сфера ТБ              |              | SD 576i 16:9    | sfera-tv.com.ua        |
| Сумська область                          | ATV                   |              | SD 576i 4:3     | atv.sumy.ua            |
| Сумська область                          | Відікон               |              | SD 576i 4:3     | vidikon.sumy.ua        |
| Сумська область                          | TVT                   |              | SD 576i 4:3     |                        |
| Сумська область                          | СТС                   |              | SD 576i 16:9    | sts.sumy.ua            |
| Тернопільська область                    | TV-4                  |              | SD 576i 16:9    | tv4.te.ua              |
| Тернопільська область                    | Тернопіль 1           |              | SD 576p 16:9    | ternopil1.com          |
| Харківська область                       | 7 канал               |              | SD 576i 16:9    | tv7.kharkov.ua         |
| Харківська область                       | Simon                 |              | SD 576i 4:3     |                        |
| Харківська область                       | Вектор                |              | SD 576i 4:3     | vektor-plus.com        |
| Харківська область                       | УНІАН. Харків         |              | SD 576i 16:9    | www.unian.tv           |
| Харківська область                       | Milady Television     |              | SD 576i 16:9    | milady-tv.tv           |
| Хмельницька область                      | 33 канал              |              | SD 576i 16:9    | 33tv.com.ua            |
| Хмельницька область                      | TV 7+                 |              | SD 576i 16:9    | tv7plus.com            |
| Хмельницька область                      | Перший Подільський    |              | HD              | 1podilskiy.com.ua      |
| Хмельницька область                      | ТРК К-П               |              | SD 576i 16:9    |                        |
| Хмельницька область                      | Ексклюзив             |              | SD 576i 16:9    |                        |
| Черкаська область                        | Вікка                 |              | HD 720p 16:9    | vikka.ua               |
| Черкаська область                        | Ільдана               |              | HD 1080i 16:9   | ldana.tv               |
| Черкаська область                        | Антена                |              | HD 720p 16:9    | antenna.com.ua         |
| Чернівецька область                      | Чернівецький промінь  |              | SD 576i 16:9    | promin.cv.ua           |
| Чернівецька область                      | Місто ТБ              |              | SD 576i 4:3     |                        |
| Чернівецька область                      | C4                    |              | HD 720p 16:9    | c4.com.ua              |
| Чернівецька область                      | ТВА                   |              | HD 720p 16:9    | tva.ua                 |
| Чернігівська область                     | Відікон               |              | SD 576i 4:3     | vidikon.sumy.ua        |
| Чернігівська область                     | КСТ                   |              | SD 576i 16:9    |                        |
| Чернігівська область                     | 41 Прилуки            |              | SD 576i 16:9    |                        |
| Чернігівська область                     | Дитинець              |              | HD              | webtv.net.ua           |
| Чернігівська область                     | Новий Чернігів        |              | SD 576i 4:3     | newch.tv               |
| Чернігівська область                     | ТІМ                   |              | HD              | prk.city/tv            |

### MX-7(DVB-T2)
| Назва              | Холдинг / Власник            | Логотип | Запуск     | Тематика каналу         | Формат мовлення | Телегід | Юридична особа                              | Офіційний вебсайт       |
| ------------------ | ---------------------------- | ------- | ---------- | ----------------------- | --------------- | ------- | ------------------------------------------- | ----------------------- |
| Армія TV           | Міністерство оборони України |         | 21.04.2023 | Військова               | SD 576i 16:9    | ні      | Центральна ТРС Міністерства оборони України | armytv.com.ua           |
| Рада               | ДТВРУ                        |         | 07.09.2004 | Інформаційна            | SD 576i 16:9    | ні      | ДП «Парламентський телеканал „РАДА“»        | tv.rada.gov.ua          |
| Megogo Спорт       | Megogo                       |         | 12.08.2024 | Спортивна               | HD 1080i 16:9   | так     | ТОВ «Мегого»                                | megogo.net/ua/          |
| Ми — Україна       | Ігор Петренко                |         | 07.11.2022 | Інформаційна            | SD 576i 16:9    | ні      | ТОВ «Ми — Україна»                          | weukraine.tv            |
| Квартал TV         | 1+1 Media                    |         | 08.08.2016 | Розважальна             | SD 576i 16:9    | так     | ТОВ «Віжн Квартал ТВ»                       |                         |
| Світло             | Film.UA Group                |         | 21.08.2023 | Розважальна             | SD 576i 16:9    | так     | ТОВ «ТРК „Корисне ТБ“»                      | svitlo.tv               |
| Світ+              | 1+1 Media                    |         | 01.11.2024 | Пізнавальна             | SD 576i 16:9    | так     | ТОВ «Віжн 3»                                |                         |
| Сонце+             | ПП «Студія Пілот»            |         | 31.07.2024 | Розважальна             | SD 576i 16:9    | ні      | ТОВ «Солар медіа»                           |                         |
| Перший             | Суспільне                    |         | 01.02.1939 | Суспільно-політична     | SD 576i 16:9    | ні      | АТ «НСТУ»                                   | suspilne.media/culture/ |
| Суспільне Культура | Суспільне                    |         | 01.01.2002 | Культурно-просвітницька | SD 576i 16:9    | ні      | АТ «НСТУ»                                   | tv.suspilne.media       |
| УНІАН-2            | 1+1 Media                    |         |            | Інформаційна            | SD 576i 16:9    | ні      | ТОВ «Дідживан»                              |                         |
| Інтер Україна      | Inter Media Group            |         |            | Загальна                | SD 576i 16:9    | ні      | ПрАТ «Телеканал Інтер»                      | inter.ua                |

## Цифрові DVB-T/DVB-T2 канали (локальні мультиплекси)
| ТВК                | Назва              | Місто                    | Формат мовлення     | Область                   | Стандарт |
| ------------------ | ------------------ | ------------------------ | ------------------- | ------------------------- | -------- |
| 48                 | Аверс              | Камінь-Каширський        | HD 720p             | Волинська область         | DVB-T2   |
| 48                 | Конкурент TV       | Любомль                  | HD 720p             | Волинська область         | DVB-T2   |
| 47                 |                    | Любомль                  | HD 720p             | Волинська область         | DVB-T2   |
| Аверс              | Цумань             |                          | HD 720p             | Волинська область         | DVB-T2   |
| Конкурент TV       | Топільне           |                          | HD 720p             | Волинська область         | DVB-T2   |
| D1                 | Дніпро             | Дніпропетровська область | HD 720p             | DVB-T2                    |          |
| 41 канал / 5 канал | Дніпро             | Дніпропетровська область | SD 576i             | DVB-T2                    |          |
| 35                 | Суспільне Культура | Дніпропетровська область | SD 576i             | DVB-T2                    | Межова   |
| 35                 | Суспільне Донбас   | Дніпропетровська область | SD 576i             | DVB-T2                    | Межова   |
| 35                 | Перший             | Дніпропетровська область | SD 576i             | DVB-T2                    | Межова   |
| 35                 | ICTV               | Дніпропетровська область | SD 576i             | DVB-T2                    | Межова   |
| 35                 | СТБ                | Дніпропетровська область | SD 576i             | DVB-T2                    | Межова   |
| 21                 |                    | Дніпропетровська область |                     | DVB-T2                    |          |
| D1                 | Нікополь           | Дніпропетровська область | HD 720p             | DVB-T2                    |          |
| УНІАН ТБ. Нікополь | Нікополь           | Дніпропетровська область | SD 576i             | DVB-T2                    |          |
| D1                 | Покров             | Дніпропетровська область | HD 720p             | DVB-T2                    |          |
| УНІАН ТБ. Нікополь | Покров             | Дніпропетровська область | SD 576i             | DVB-T2                    |          |
| 44                 | D1                 | Дніпропетровська область | Жовті Води          | DVB-T2                    | HD 720p  |
| 47                 | Союз ТВ            | Житомир                  | Житомирська область | DVB-T2                    | HD 720p  |
| 47                 | Аверс              | Житомир                  | Житомирська область | DVB-T2                    | HD 720p  |
| 44                 | МТМ                | Запоріжжя                | SD 576i             | Запорізька область        | DVB-T2   |
| 44                 | НБМ-Запоріжжя      | Запоріжжя                | SD 576i             | Запорізька область        | DVB-T2   |
| 44                 | НТК (HD)           | Коломия                  | HD 1080i            | Івано-Франківська область | DVB-T2   |
| 44                 | 3-Студія           | Коломия                  | SD 576i             | Івано-Франківська область | DVB-T2   |
| 44                 | Вежа               | Коломия                  | HD 720p             | Івано-Франківська область | DVB-T2   |
| 44                 | Галичина TV        | Стримба                  | HD 720p             | Івано-Франківська область | DVB-T2   |
| 44                 | 3-Студія           | Стримба                  | SD 576i             | Івано-Франківська область | DVB-T2   |
| 44                 | Надвірна           | Стримба                  | SD 576i             | Івано-Франківська область | DVB-T2   |
| 43                 |                    |                          |                     | Івано-Франківська область | DVB-T2   |
| Галичина TV        | Калуш              | HD 720p                  |                     | Івано-Франківська область | DVB-T2   |
| 3-Студія           | Калуш              | SD 576i                  |                     | Івано-Франківська область | DVB-T2   |
| РАІ                | Калуш              | HD 1080i                 |                     | Івано-Франківська область | DVB-T2   |
| 30                 | Калуш              |                          |                     | Івано-Франківська область | DVB-T2   |
| 3-Студія           | Івано-Франківськ   | SD 576i                  |                     | Івано-Франківська область | DVB-T2   |
| Вежа               | Івано-Франківськ   | HD 720p                  |                     | Івано-Франківська область | DVB-T2   |
| Канал-402          | Івано-Франківськ   | HD 720p                  |                     | Івано-Франківська область | DVB-T2   |
| 43                 | Еспресо Київ       | Київ                     | SD 576i             | Київська область          | DVB-T    |
| 43                 | Milady Television  | Київ                     | SD 576i             | Київська область          | DVB-T    |
| 43                 | ECO TV             | Київ                     | SD 576i             | Київська область          | DVB-T    |
| 43                 | 8 канал            | Київ                     | SD 576i             | Київська область          | DVB-T    |
| 43                 | tvii.tv            | Київ                     | SD 576i             | Київська область          | DVB-T    |
| 43                 | Чорноморська ТРК   | Київ                     | SD 576i             | Київська область          | DVB-T    |
| 43                 | Апостроф TV        | Київ                     | HD 1080i            | Київська область          | DVB-T    |
| 43                 | НТА                | Київ                     | HD 1080i            | Київська область          | DVB-T    |
| 44                 | Авіс               | Макарів                  | HD 720p             | Київська область          | DVB-T    |
| 37                 | НТА                | Львів                    | HD 1080i            | Львівська область         | DVB-T2   |
| 37                 | Телефакт           | Львів                    | SD 576i             | Львівська область         | DVB-T2   |
| 37                 | Аверс              | Львів                    | SD 576i             | Львівська область         | DVB-T2   |
| 48                 | Одеса              | Одеса                    | HD 720p             | Одеська область           | DVB-T2   |
| 43                 | Місто+             | Карлівка                 | SD 576i             | Полтавська область        | DVB-T2   |
| 43                 | PTV                | Карлівка                 | SD 576i             | Полтавська область        | DVB-T2   |
| 47                 | PTV                | Кременчук                | SD 576i             | Полтавська область        | DVB-T2   |
| 47                 | Місто+             | Кременчук                | SD 576i             | Полтавська область        | DVB-T2   |
| 47                 | ГОК                | Кременчук                | SD 576i             | Полтавська область        | DVB-T2   |
| 41                 | Аверс              | Дубно                    | HD 720p             | Рівненська область        | DVB-T2   |
| 41                 | Рівне 1            | Дубно                    | HD 720p             | Рівненська область        | DVB-T2   |
| 41                 | ITV                | Дубно                    | HD 1080i            | Рівненська область        | DVB-T2   |
| 41                 | Сфера ТВ           | Дубно                    | SD 576i             | Рівненська область        | DVB-T2   |
| 48                 | Пульсар            | Охтирка                  | SD 576i             | Сумська область           | DVB-T2   |
| 44                 | Тернопіль 1        | Тернопіль                | SD 576i             | Тернопільська область     | DVB-T2   |
| 41                 | TV-4               | Шумськ                   | SD 576i             | Тернопільська область     | DVB-T2   |
| 41                 | Тернопіль 1        | Шумськ                   | SD 576i             | Тернопільська область     | DVB-T2   |
| 29                 | Кременець          |                          | SD 576i             | Тернопільська область     | DVB-T2   |
| 35                 | Теребовля          |                          | SD 576i             | Тернопільська область     | DVB-T2   |
| 43                 | Чортків            |                          | SD 576i             | Тернопільська область     | DVB-T2   |
| 47                 | МТРК Місто         | Хмельницький             | SD 576i             | Хмельницька область       | DVB-T2   |
| 47                 | Перший Подільський | Хмельницький             | SD 576i             | Хмельницька область       | DVB-T2   |
| 40                 | Ексклюзив          | Шепетівка                | SD 576i             | Хмельницька область       | DVB-T2   |
| 40                 | Перший Подільський | Шепетівка                | SD 576i             | Хмельницька область       | DVB-T2   |
| 40                 | TV7+               | Шепетівка                | SD 576i             | Хмельницька область       | DVB-T2   |
| 48                 | МТРК Місто         | Волочиськ                | SD 576i             | Хмельницька область       | DVB-T2   |
| 48                 | Ексклюзив          | Волочиськ                | SD 576i             | Хмельницька область       | DVB-T2   |
| 48                 | TV7+               | Волочиськ                | SD 576i             | Хмельницька область       | DVB-T2   |
| 48                 | МТРК Місто         | Городок                  | SD 576i             | Хмельницька область       | DVB-T2   |
| 48                 | Ексклюзив          | Городок                  | SD 576i             | Хмельницька область       | DVB-T2   |
| 48                 | 4ГТБ               | Городок                  | SD 576i             | Хмельницька область       | DVB-T2   |
| 47                 | Перший Подільський | Кульчіївці               | SD 576i             | Хмельницька область       | DVB-T2   |
| 47                 | Ексклюзив          | Кульчіївці               | SD 576i             | Хмельницька область       | DVB-T2   |
| 47                 | КтркП              | Кульчіївці               | SD 576i             | Хмельницька область       | DVB-T2   |
| 47                 | Ексклюзив          | Полонне                  | SD 576i             | Хмельницька область       | DVB-T2   |
| 43                 | Ексклюзив          | Крупець                  | SD 576i             | Хмельницька область       | DVB-T2   |
| 43                 | TV7+               | Крупець                  | SD 576i             | Хмельницька область       | DVB-T2   |
| 43                 | Перший Подільський | Крупець                  | SD 576i             | Хмельницька область       | DVB-T2   |
| 53                 | А/ТВК              | Харків                   | SD 576i             | Харківська область        | DVB-T2   |
| 53                 | Р1                 | Харків                   | SD 576i             | Харківська область        | DVB-T2   |
| 25                 | TVA                | Чернівці                 | HD 720p             | Чернівецька область       | DVB-T2   |

## Супутникові, кабельні, IPTV й OTT-телеканали

### Іномовлення
- FREEДОМ (Україна, HD, російськомовне)
- Дім (Україна, HD, україномовне)
- ATR (Україна‚ HD‚ кримськотатарськомовне)
- Lâle (Україна‚ HD‚ кримськотатарськомовне)

### Суспільне мовлення
- Перший (HD)
- Суспільне Культура (HD)
- Суспільне Спорт (HD)

### Загальноформатні
- 1+1 (HD)
- 1+1 Україна (HD)
- ICTV (HD)
- ICTV2 (HD)
- СТБ (HD)
- 2+2 (HD)
- Інтер (HD)
- НТН (HD)
- Zoom (HD)
- Ми — Україна+ (HD)
- 5 канал (HD)
- 8 канал (HD)
- Конкурент Україна (HD)

### Інформаційні
- Рада (HD)
- Ми — Україна (HD)
- Прямий (HD)
- Еспресо TV (HD)
- 24 канал (HD)
- 2+2 Марафон (HD)
- ПравдаТУТ (HD)
- Obozrevatel TV (HD)
- Апостроф TV (HD)

### Розважальні
- ТЕТ (HD)
- Новий канал (HD)
- ОЦЕ ТБ (HD)
- Super+ (HD)
- Квартал TV (HD)
- К1 (HD)
- Сонце
- Сонце+
- К2 (HD)
- Бігуді (HD)
- Світло (HD)
- Супермама (HD)
- Телевсесвіт (HD)
- UA Fashion TV (HD)

### Військова тематика
- Армія TV (HD)
- Фронт (HD)

### Фільмові
- УНІАН. Серіал (HD)
- Твій серіал (HD)
- Твоє кіно Action (HD)
- Твоє кіно Relax (HD)
- Твоє кіно Хіт (HD)
- ICTV Серіали (HD)
- Enter-фільм (HD)
- Star Cinema (HD)
- FilmUADrama (HD)
- Bolt (HD)
- ProKino (HD)
- Cine+ (HD)
- Cine+ Hit (HD)
- Cine+ Legend (HD)
- 4ever Cinema (HD)
- 4ever Theater (HD)
- 4ever Drama (HD)
- FilmUALive (HD)
- Kino 1 (HD)
- Kino 2 (HD)

### Дитячі
- ПлюсПлюс (HD)
- Піксель TV (HD)
- Cine+ Kids (HD)
- NIKI Junior (HD)
- NIKI Kids (HD)

### Пізнавальні
- Мега (HD)
- ECO TV (HD)
- Перший автомобільний (HD)
- Рибалка (HD)
- Сварожичи (HD)
- Наука
- Фауна
- Терра
- Трофей (HD)
- Дача (HD)
- 36,6 TV (HD)
- КусКус (HD)
- U Travel (HD)
- Світ+ (HD)
- Масон ТВ (HD)
- Закон ТВ (HD)
- Медичний (HD)
- Navigator (HD)
- Ісландія (HD)
- 6 соток (HD)
- HDFashion & LifeStyle (HD)
- Невигадані історії
- Машина часу
- Знаєм 24
- Про Київ
- Вікторина
- RAZ 1 (HD)
- RAZ 2 (HD)
- Соль ТВ (HD)
- Чемодан ТВ (HD)
- PV+ (HD)

### Музичні
- M1 (HD)
- M2 (HD)
- Музвар (HD)
- Megogo Music (HD)
- EU Music (HD)
- UA Music (HD)
- 4ever Music (HD)
- Black (HD)
- Viva Latino (HD)
- InRating (HD)
- #НАШЕ (UHD)
- #НАШЕ HDR (UHD)
- #НАШЕ Music (UHD)
- #НАШЕ Ретро (UHD)
- #НАШЕ Kids (UHD)
- ЕТНО (UHD)

### Спортивні
- XSPORT (HD)
- XSPORT+ (HD)
- Sport 1 (HD)
- Sport 2 (HD)
- Sport 3 (HD)
- Sport 4 (HD)
- Sport 5 (HD)
- Equalympic (HD)
- Divisport (HD)
- UPL.TV (HD)
- Megogo Спорт (HD)
- Maincast (HD)
- Maincast 2 (HD)
- Maincast Sport (план)
- Dynamo Kyiv TV (HD)

### Релігійні
- Надія
- Відродження
- EWTN
- Новий християнський

### Телеторгівля
- Караван TV
- Наталі
- Milady Television
- Beauty Trust Quality (HD)
- Sonata TV
- Provence
- Розпакуй TV (HD)
- tvii.tv (HD)
- Тюсо (HD)

### Міжнародні версії
- 1+1 International (HD)
- Інтер+ (HD)
- Квартал TV International (HD)

### Іноземні, з наявною україномовною аудіодоріжкою

#### Повністю україномовне мовлення 100% етерного часу
- AMC Ukraine (США, HD)
- VOA українською (США, HD)
- Music Box Ukraine (Польща‚ HD)
- Music Box Classic Ukraine (Гібралтар‚ HD)
- Nickelodeon (США, HD)
- Nicktoons (США‚ HD)
- Nick Jr. (США‚ HD)
- DW українською (Німеччина, HD)
- BBC News українською (Велика Британія, HD)
- Setanta Sports / Setanta Sports + / Setanta Sports Premium Ukraine (Велика Британія, HD)
- Fashion TV Ukraine (Франція, UHD)
- History Ukraine (США, HD)
- Наше Улюблене Кіно (Іспанія, HD)

#### Частково україномовне мовлення
- TBN (Велика Британія‚ HD, частка мовлення українською — 30 %)
- Da Vinci (Німеччина, HD, частка мовлення українською — 80 %[2])
- National Geographic (США, HD, частка мовлення українською — 40 %[13])
- Travel&Food Ukraine (США, HD)
- Eurosport 1/2 (Франція, HD)
- One Planet (Іспанія, HD)
- Viasat Kino Megahit (Велика Британія, HD)
- Континент E (Іспанія, HD)

#### Без україномовної аудіодоріжки
- English Club TV
- Classical Harmony
- Lang Lab
- Lingo Toons
- Tiny Teen
- Single Jam&Melody Magic
- Meditation
- Sleep&Dream

(Велика Британія, HD, англомовні, ліцензіі оформлені як українські канали)

## Регіональні та місцеві

### Автономна Республіка КримтаСевастополь
Тимчасово окуповані території України. Деякі канали були закриті або перейменовані окупаційною владою при перереєстрації згідно законодавства РФ.
- ATR (HD) сайт
- Чорноморська ТРК (HD) сайт
- Суспільне Крим (HD)
- ТРК Крим/Перший Кримський[14]
- ТРК Бриз (Севастополь) офіційний сайт
- Інформаційний канал Севастополь (Севастополь)[15] офіційний сайт; раніше мовив під брендом СТВ)
- 11-й канал (Джанкой)
- НК Севастополь (Севастополь)
- НТС (Севастополь)
- TBFM 1
- ИТВ
- TBFM 2 (Красноперекопськ)
- С (Свобода) (Первомайське)
- Моріон (Євпаторія)
- Ніка (Тока)
- Керч (Керч)
- СК (Армянськ)
- Орфей (Єди-Кую)
- ТВ FM (Сімферополь)

### Вінницька область
- Суспільне Вінниця (HD)
- ВІТА ТБ (HD)
- Вінниччина

### Волинська область
- Аверс[16]
- Конкурент TV
- Суспільне Луцьк (HD)
- 12 Канал

### Дніпропетровська область
- Дніпро TV[17]
- D1 (Дніпро)
- 11 канал
- УНІАН. Дніпро
- МСТ (Марганець)
- Nobel TV[18] (Дніпро)
- Рудана (Кривий Ріг) (16:9)
- Суспільне Дніпро (HD)
- іРТ[19] (Дніпро)
- ПТРК (Павлоград)
- Телекомпанія «Жовта Річка» (Жовті Води)
- Перший міський[20] (Кривий Ріг)

### Донецька область
- Суспільне Донбас (HD)
- ТРК-8 (Торецьк)
- Орбіта (Покровськ)
- С-Плюс (Краматорськ)

### Житомирська область
- Суспільне Житомир (HD)
- СК1 (Житомир, HD)
- Союз-ТВ (HD)
- Коростень ТБ (HD)
- Н1 (HD)
- ВІК (Бердичів, HD)

### Закарпатська область
- М-Студіо[21] (Мукачево)
- ТРК «Даніо» (21-й канал)[22] (Ужгород)
- Суспільне Ужгород (HD)
- РТК Хуст (Хуст)
- ПП "ТРК «Перший кабельний»[23] (Ужгород)
- Si Sirius (Мукачево, 4:3)
- ТОВ «ДВС-САТ» (Info+) (Мукачево)

### Запорізька область
- Суспільне Запоріжжя (HD)
- МТМ (Запоріжжя) (HD)
- НБМ (Запоріжжя)

### Івано-Франківська область
- Суспільне Івано-Франківськ (HD)
- РАІ[24] (HD) (Івано-Франківськ)
- Надвірна-ТБ
- Снятин
- Галичина TV (Івано-Франківськ) (HD)
- НТК[25] (HD) (Коломия)
- 3-студія (Івано-Франківськ)
- КМТ (Калуш)
- Незалежність (Калуш)
- Вежа[26] (Івано-Франківськ)

### Київська область
- Авіс (Макарів)
- ТРК «Крокус»[27] (Біла Церква)
- ТБ Кагарлик (Кагарлик)
- Суспільне Київ (HD)
- ТРК «Київ» (HD)
- ТРС (Миронівка)
- Альта (Переяслав)
- Дні-Про (Українка)

### Кіровоградська область
- Суспільне Кропивницький (HD)
- TTV
- ТВ-Стимул (Кропивницький)

### Луганська область
- Суспільне Донбас (HD)
- ІРТА
- СТВ (Сєвєродонецьк)
- Акцент (Лисичанськ)
- Fire Music TV

### Львівська область
- Суспільне Львів (HD)
- НТА (Львів) (HD)
- ТРК «Броди»
- Телефакт (Самбір)
- ТРТ (Трускавець)
- Перший Західний[28] (Львів) (HD)
- ПравдаТУТ Львів (HD)

### Миколаївська область
- Суспільне Миколаїв (HD)
- ТАК-TV[29] (Миколаїв)
- ТРК Март (Миколаїв)
- 35-й канал (Миколаїв)
- ТАК ТВ Центр+ (Миколаїв)

### Одеська область
- Суспільне Одеса (HD)
- ТРК «Академія[30]»
- Репортер[31]
- Третий цифровой
- А1[32]
- Южная Волна[33]
- Думская.TV[34] (HD)
- Інший[35]
- MediaІнформ[36]
- Б.І.К. (Балта)
- PLUS (Одеса)
- ТБ-Ізмаїл
- Овіс TV (Овідіополь)
- 7 канал[37] (Одеса) (HD)
- 1 Перший міський[38]
- ТІС[39]
- Здоровье[40]
- Одеса[41]
- Град

### Полтавська область
- PTV Полтавське телебачення
- Суспільне Полтава (HD)
- Візит (Кременчук)
- ТРК «ГОК»[42] (Горішні Плавні)
- Місто+
- Телеканал "Кременчук"

### Рівненська область
- Суспільне Рівне (HD)
- Рівне 1 (HD)
- ITV (Рівне)
- Сфера ТВ (Рівне)

### Сумська область
- Суспільне Суми (HD)
- ТРК «Відікон» (Суми)
- МАШtv (Суми)
- ТРК «Пульсар»[43] (Охтирка)
- ATV (Суми)
- ТКС[44] (Шостка)
- Відікон (Суми)

### Тернопільська область
- TV-4 (Тернопіль)
- Суспільне Тернопіль (HD)
- ІНТБ (Тернопіль)
- Тернопіль 1 (Тернопіль) (HD)

### Харківська область[8]
- ТРК «СИАТ» (Ізюм)[8]
- 7 канал (Харків)
- А/ТВК (Харків)
- УНІАН. Харків
- Сварожичи (Первомайський)
- Simon (Харків)
- Суспільне Харків (HD)
- Р1 (Харків)
- Надія[45] (Первомайський)
- Слобожанка (Чугуїв)

### Херсонська область
- Суспільне Херсон
- Телеканал «KRATU»[46]
- Херсон Плюс[47]

### Хмельницька область
- Перший Подільський (Городок)
- 4ГТБ (Городок)
- ПЦ «Ексклюзив» (Хмельницький)
- Суспільне Хмельницький (HD)
- 33 канал[48] (Хмельницький)
- КтркП (Кам'янець-Подільський)
- Like TV (Шепетівка)
- ТРК МІСТО (Хмельницький)
- ТВ7+ (Хмельницький)

### Черкаська область
- ANTENNA (Черкаси, Сміла)
- Вікка (Черкаси)
- Суспільне Черкаси (HD)
- АТ (Тальне)

### Чернівецька область
- Чернівецький промінь[49] (HD)
- Суспільне Чернівці (HD)
- TVA[50] (HD)
- C4 (HD)
- Місто ТБ (4:3)

### Чернігівська область
- Телекомпанія «Дитинець»
- ТРА «Новий Чернігів»[51] (Чернігів)
- Суспільне Чернігів (HD)
- 41 Прилуки (Прилуки)
- ТРК «Обрій» (Бобровиця)
- ТРК «ТІМ»[52] (Прилуки)

## Закриті та зниклі телеканали

### Всеукраїнські
- Гравіс-7 (Ребрендинг)
- Гравіс (35 канал) (Ребрендинг)
- НТУ (Припинено)
- КТМ (Ребрендинг)
- Мегаспорт (Ребрендинг)
- Мост (Припинено)
- НАРТ (Припинено)
- НБМ (Ребрендинг)
- World Music TV (Припинено)
- УТ-2 (Об'єднання)
- УТ-3 (Припинено)
- Ютар (Припинено)
- First Sport Ukraine (Припинено)
- IVK (Ребрендинг)
- TV Табачук (Ребрендинг)
- Кіно (Ребрендинг)
- Enter-music (Ребрендинг)
- Мегапол (Припинено)
- Заграва (Припинено)
- Купол (Ребрендинг)
- Smash!TV (Припинено)
- Ялтинський голос (Припинено)
- People TV (Припинено)
- Тур-Бюро (Припинено)
- R-TV (Припинено)
- Новий Дім (Припинено)
- Design TV (Припинено)
- Amore TV (Припинено)
- Ірта Плюс (Припинено)
- УНТ Медіа (Припинено)
- УНТ Студент (Припинено)
- УНТ Піар (Припинено)
- УНТ (Припинено)
- Світ (Припинено)
- Міжнародний слов'янський канал (SCI) (Припинено)
- HD 2 (Припинено)
- Спорт-HD (Припинено)
- Music HD (Припинено)
- Контакт (Припинено)
- НТТ (Припинено)
- IDEA Premium Channel (Припинено)
- Disney Channel Ukraine (Припинено)
- СіТі (Ребрендинг)
- ОК (Припинено)
- MTV Україна (Ребрендинг)
- Хокей (Ребрендинг)
- Світ (Припинено)
- Ц ТВ (Припинено)
- МТРК Вибір (Припинено)
- 2Т (Припинено)
- TBinfo (Припинено)
- BIZ-TV (Припинено)
- Погода ТБ (Припинено)
- Star TV (Припинено)
- КіКо (Припинено)
- Real TV Estate (Ребрендинг)
- Z-TV (Припинено)
- Меню-ТВ (Припинено)
- Jewish News One (Припинено)
- Ukrainian News One (Припинено)
- Моя дитина (Припинено)
- TV Sale Україна (Припинено)
- Кіноточка (Ребрендинг)
- Goldberry (Ребрендинг)
- ОЕ (Припинено)
- Xtra TV Інфоканал (Припинено)
- Viasat Promo (Припинено)
- Free TV (Припинено)
- Football i kino (Припинено)
- Kino Classica (Припинено)
- Kino News (Припинено)
- Kinolux (Припинено)
- Xtra Kino (Припинено)
- БТБ (Припинено)
- УТР (Припинено)
- Ukraine Today (Припинено)
- Соціальна країна (Припинено)
- Dobro TV (Припинено)
- UBR (Припинено)
- Планета ТБ (Припинено)
- Право TV (Ребрендинг)
- Gамма (Припинено)
- 3S.TV (Припинено)
- Гумор ТБ/Бабай ТБ (Припинено)
- ТРК Шанс (Об'єднання)
- Euronews Україна (Припинено)
- Ера (Припинено)
- UA: Перший Ukraine (Ребрендинг)
- A-One Україна (Припинено)
- Business (Припинено)
- Тоніс (Ребрендинг)
- QTV (Ребрендинг)
- Ukrainian Fashion (Ребрендинг)
- Pro BCE (Ребрендинг)
- Zalp TV (Припинено)
- FilmUAction (Припинено)
- RTI (Ребрендинг)
- 100+ (Ребрендинг)
- Shopping TV (Припинено)
- Репетитор ТБ (Припинено)
- Maxxi-TV (Ребрендинг)
- ТВі (Припинено)
- КС (Припинено)
- Ескулап TV (Ребрендинг)
- RABINOVICH TV (Ребрендинг)
- Всі новини (Припинено)
- GTV (Ребрендинг)
- Ритм TV (Ребрендинг)
- Hromadske (Припинено)
- КРТ (Припинено)
- NewsOne (Припинено)
- ZIK (Припинено)
- 112 Україна (Припинено)
- Spike (Припинено)
- Вінтаж ТВ (Ребрендинг)
- UkrLive (Припинено)
- Перший незалежний (Припинено)
- НАШ (Припинено)
- ЧП.INFO (Припинено)
- Boutique TV (Припинено)
- O-TV (Припинено)
- Зоряний (Припинено)
- Глас (Припинено)
- Live (Припинено)
- Типовий Київ (Припинено)
- MostVideo TV (Припинено)
- Україна (Припинено)
- Україна 24 (Припинено)
- НЛО TV (Припинено)
- Індиго TV (Припинено)
- Футбол 1 (Припинено)
- Футбол 2 (Припинено)
- Футбол 3 (Припинено)
- Shakhtar.TV (Припинено)
- 4 канал (Припинено)
- ICTV Ukraine (Ребрендинг)
- Перший діловий (Припинено)
- UNC (Припинено)
- Nickelodeon Ukraine Pluto TV (Припинено)
- Малятко TV (Припинено)
- Epoque (Ребрендинг)
- Ukraine 1 (Припинено)
- Ukraine 2 (Припинено)
- NLO TV 1 (Припинено)
- NLO TV 2 (Припинено)
- GNC Україна (Припинено)
- Суспільне Новини (Припинено)
- ТАК TV (Припинено)
- Comedy Central Україна (Припинено)
- Star Family (Припинено)

### Регіональні
Вінницька область
- Краяни ТБ (Могилів-Подільський)
- Іштар (Вінниця)

Волинська область
- Полісся ТБ
- АТМ

Дніпропетровська область
- МГОК-TV (Марганець)
- ТРК «Пектораль» (Покров)
- Досвітні вогні (П'ятихатки)
- Телекомпанія «НМЦ» (Нікополь)
- Взгляд (П'ятихатки)
- 29-й канал (Васильківка)
- Телерадіокомпанія «Атлант» (Апостолове)
- TV-Степ (Жовті Води)
- ВТЦ (Вільногірськ)
- Візит (Першотравенськ)
- Криворізьке держтелерадіооб'єднання «КДТ» (Кривий Ріг)
- Телерадіокомпанія «А-Студія» (Павлоград)
- Телеканал «ДНІПРО» (Павлоград, Тернівка)
- ТРК «МІС» (Кам'янське)
- Телекомпанія «Жовті Води» (Жовті Води)
- Телерадіокомпанія «Кварц» (Нікополь)
- Телеканал «Самарь» (Новомосковськ)
- ОТВ
- 34 канал
- Відкритий
- 9-й канал

Донецька область
- 6 канал (Горлівка)
- Інфо-центр (Селидове)
- Юніон (Макіївка)
- ТТВ (Чистякове)
- Центр (Горлівка)
- ТОР (Краматорськ)
- Дон-інфо (Хрестівка)
- Авеста (Кальміуське)
- Скіф-2 (Костянтинівка)
- ТВ-Сфера (Харцизьк)
- ТС ДФДК (Докучаєвськ)
- Сат (Краматорськ)
- СКЭТ (Краматорськ)
- Перший муніципальний (Донецьк)
- ТБ Капрі (Покровськ)
- Донеччина TV
- Донбас Online
- Донбас
- Сігма (Маріуполь)
- МТВ (Маріуполь)
- ТВ-7 (Маріуполь)

Житомирська область
- Союз ТВ (Житомир)
- Полісся (Малин)
- ВІК (Бердичів)
- Коростеньмедіа — телеканал «КоростеньТБ» (Коростень)
- Коростишівська Верховина (Коростишів)
- Любар ТВ (Любар)

Закарпатська область
- ТРК «Виноградів ТВ» (Виноградів)

Запорізька область
- АТВ
- TV5 Спорт (Запоріжжя)
- TV5
- ALEX
- МТВ-плюс (Мелітополь)

Івано-Франківська область
- ТТ (Тисмениця)
- Захід TV (Рогатин)
- ТВ1 (Братківці)
- ТВН (Братківці)

Кіровоградська область
- Вітер

Київська область
- ЕКТА (Бровари)
- Майдан TV (Біла Церква)
- Останній бастіон (Кагарлик)
- БЕР (Березань)
- Грант (Винарівка)
- РКТ (Рокитне)
- Регіон (Вишневе)
- Сатурн (Буча)
- Телеканал «Бориспіль» (Бориспіль)
- Дніпро (Українка)
- Бард (Обухів)
- Перший Київський (Ребрендинг)

Луганська область
- Антел (Антрацит)
- АСКЕТ (Алчевськ)
- ВІД (Свердловськ)
- Ера-ТВ (Брянка)
- Луч (Красний Луч)
- Ніка ТВ (Ровеньки)
- РТВ (Ровеньки)
- ЛОТ
- ЛОТv24
- ЛКТ

Львівська область
- 2 канал (Львів)
- Хвилі Стрия (Стрий)
- АЛСЕТ (Дрогобич)
- ТРК Бужани (Червоноград)
- TV Лан (Стрий)
- Телеканал «15» (Червоноград)
- ТРК Миколаїв Львівський

Миколаївська область
- Олта (Первомайськ)
- Prime (Криве Озеро)
- Сатурн (Миколаїв)
- Твій Всесвіт (Первомайськ)

Одеська область
- Кібер Зона
- Одесса-плюс
- Примор'є (Балта)
- Кілія ТРМ (Ізмаїл)
- АТВ Плюс (Білгород-Дністровський)
- Лиманське Районне Телебачення (Зоринове)
- Реал-АТВ (Болград)
- Овіс TV (Овідіополь)
- Телеканал Круг
- Odessa Fashion Channel
- Travel Guide-TV
- Odesa.live
- ТВ-1

Полтавська область
- Лубни (Лубни)
- Пирятин (Пирятин)
- Астра TV (Заводське)
- ТБ Гребінка (Гребінка)
- «Місто-ТВ», Телевізійна студія «Місто» (Полтава)
- Контакт (Полтава)
- ІРТ-Полтава (Полтава)
- Миргород (Миргород)
- Еней TV (Полтава)
- Центральний

Рівненська область
- TPD (Дубно)

Сумська область
- КСТ/Вежа (Конотоп)
- ТРК «Акцент» (Шостка)
- ТРК «Телеком-Сервіс» (Шостка)
- ATV (Суми)
- Відікон (Суми

Харківська область
- АТН (Харків)
- Куп'янська ТРК
- 25-й канал — Зміїв ТБ
- SIGMA TV (Лозова)
- Фора (Харків)
- Омега (Красноград)
- Фаворит ТВ (Харків)
- Контакт (Шевченкове)

Херсонська область
- ВТВ+
- Kratu
- Обрій (Скадовськ)
- ТВ «Віта» (Херсон)
- ТВій ПЛЮС (Херсон)
- ТРК ЯТБ (Херсон)

Хмельницька область
- ТРК Контакт
- Гарт (Шепетівка)
- ПТБ (Телеорганізація «Полонський ТВ канал») (Полонне)
- Лотел СКТБ (Нетішин)
- FNB (Дунаївці)
- TV-43 (Деражня)
- ТРК «ТБ — Захід» (Волочиськ)
- ТТК Теофіопольська телекомпанія «ТТК» (Теофіполь)

Черкаська область
- Телекомпанія «Ятрань» (Умань)
- Сатурн-TV (Умань)
- Жасмін (Буки)
- ОЖ (Жашків)
- Телекомпанія «Умань» (Умань)
- Студія «Тясмин» (Сміла)
- Сміла-ТВ (Сміла)
- TV Шпола (Шпола)

Чернівецька область
- «5 канал — Чернівці»
- Інтернет-канал «ВТемі.ком»
- «Чернівецьке інтерактивне інтернет-телебачення»
- #НАШ канал

Чернігівська область
- Приватна ТРК «Оріон» (Варва)
- ТРК «НТБ» (Ніжин)